# Expal
Explosivos Alaveses, SA (Expal) est une entreprise espagnole spécialisée dans la fabrication de munitions et d'explosifs. C'est un fabricant de tous types de projectiles, fusées, boîtiers et bombes. Expal exporte ses produits entre autres vers les armées de la Turquie et Israël, en plus d'être l'un des fournisseurs des Forces armées espagnoles .

## Histoire
Expal avait son siège à Nanclares de la Oca (Álava), d'où le nom « Explosivos Alaveses », qui a fermé son usine en avril 2004. En juin 2006 il réapparut, commençant une nouvelle étape, en nommant  Francisco Torrente, ancien amiral de la Marine espagnole comme président. Expal appartient à la société Maxam, anciennement connue sous le nom de Spanish Explosives Union (UEE), et constitue la marque sous laquelle opère sa division Défense.  Depuis 2010, la société Expal occupe également l'ancienne usine de poudre de Santa Bárbara, à Javalí Viejo, Murcie.
Le groupe d'armement allemand Rheinmetall annonce le rachat Expal Systems pour 1,2 milliard d'euros le 14 novembre 2022 alors que le chiffre d'affaires de cette dernière est d'environ 350 millions à 400 millions d'euros.

## Produits
- Mortiers:
  - Mortier automoteur Dual EIMOS 81 mm (armée espagnole)
  - 60 mm: Expal M-08 Combi 60 mm (armée hongroise)
  - 81 mm: Expal MX2 KM 81 mm (armées suisse, tchèque et italienne)[6]
  - 120 mm: Expal 120 MX2 SM 120 mm (armée lituanienne)[7]
- Obus de mortiers 60mm, 81mm et 120mm.
- Munitions d'artillerie et charges de projection (40 mm, 76 mm, 127 mm, 105 et 155 mm). Capacité annoncé en novembre 2022 de 250 000 à 300 000 obus d'artillerie par an[5].
- mine antichar C-3-A/B
- mine antichar C-5 (SB-81 produite sous licence)
- Fusées grenades, projectiles et bombes d'aviation.
- Explosifs plastiques et engins de démolition.
- Participer à la fabrication du missile IRIS-T pour l'Eurofighter Typhoon.
- Développe les bombes BPG-2000, BR-250, BR-500 de 250 et 500 kilos respectivement et les BRP-250 (freinées) et BRPS- 250 (super freinée), ainsi que toute la famille des bombes série Mark 80 [3]
- Lance-roquettes multiple SILAM (LRM) (Sistema Lanzador de Alta Movilidad[8]), prévu pour l'armée de terre espagnole en remplacement du Teruel (LRM) à l'horizon 2024-2025 avec une capacité de 40 à 150km et en mode missile balistique tactique jusqu'à 300km avec guidage additionnel[9]. Il sera probablement placé sur véhicule porteur Iveco 6x6 ou 8x8[10]. L'unité de l'artillerie mettant en œuvre les lance-roquettes multiples n'en dispose plus depuis 2011[11].

## Galerie

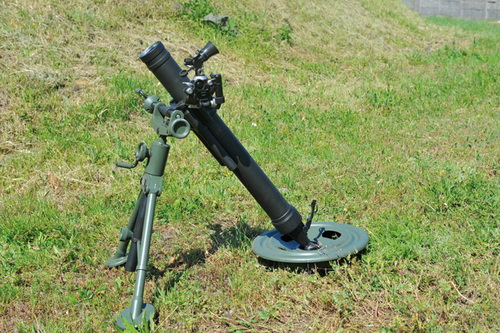
Expal M-08 Combi 60 mm
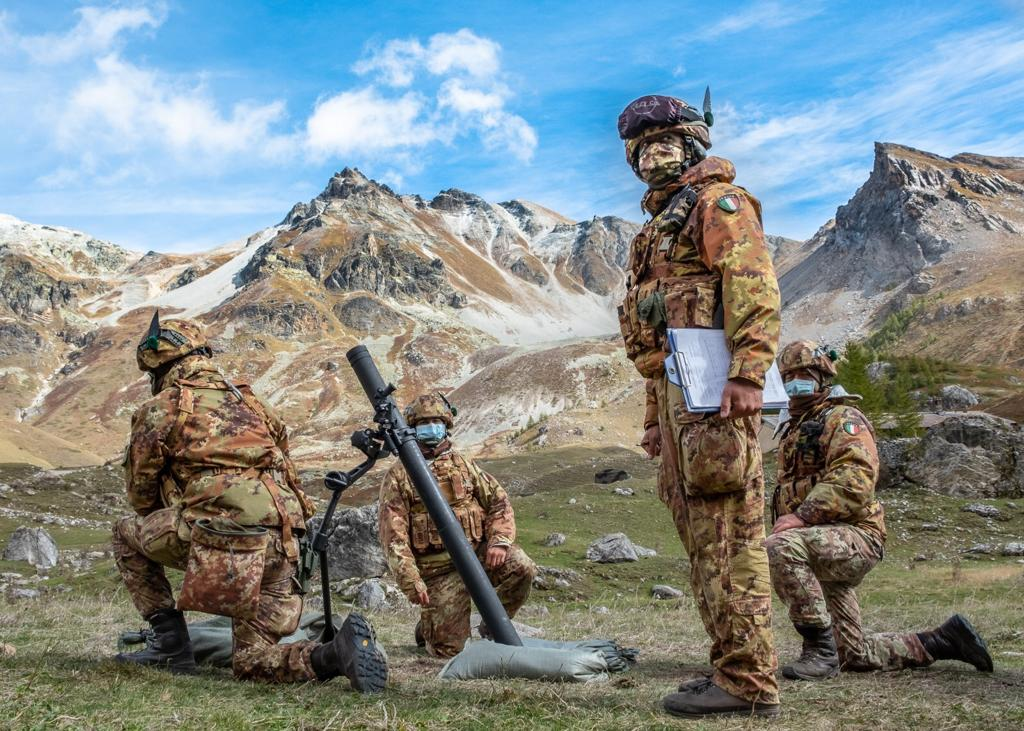